# Nephrotoma
Nephrotoma är ett släkte av tvåvingar. Nephrotoma ingår i familjen storharkrankar.

## Bildgalleri

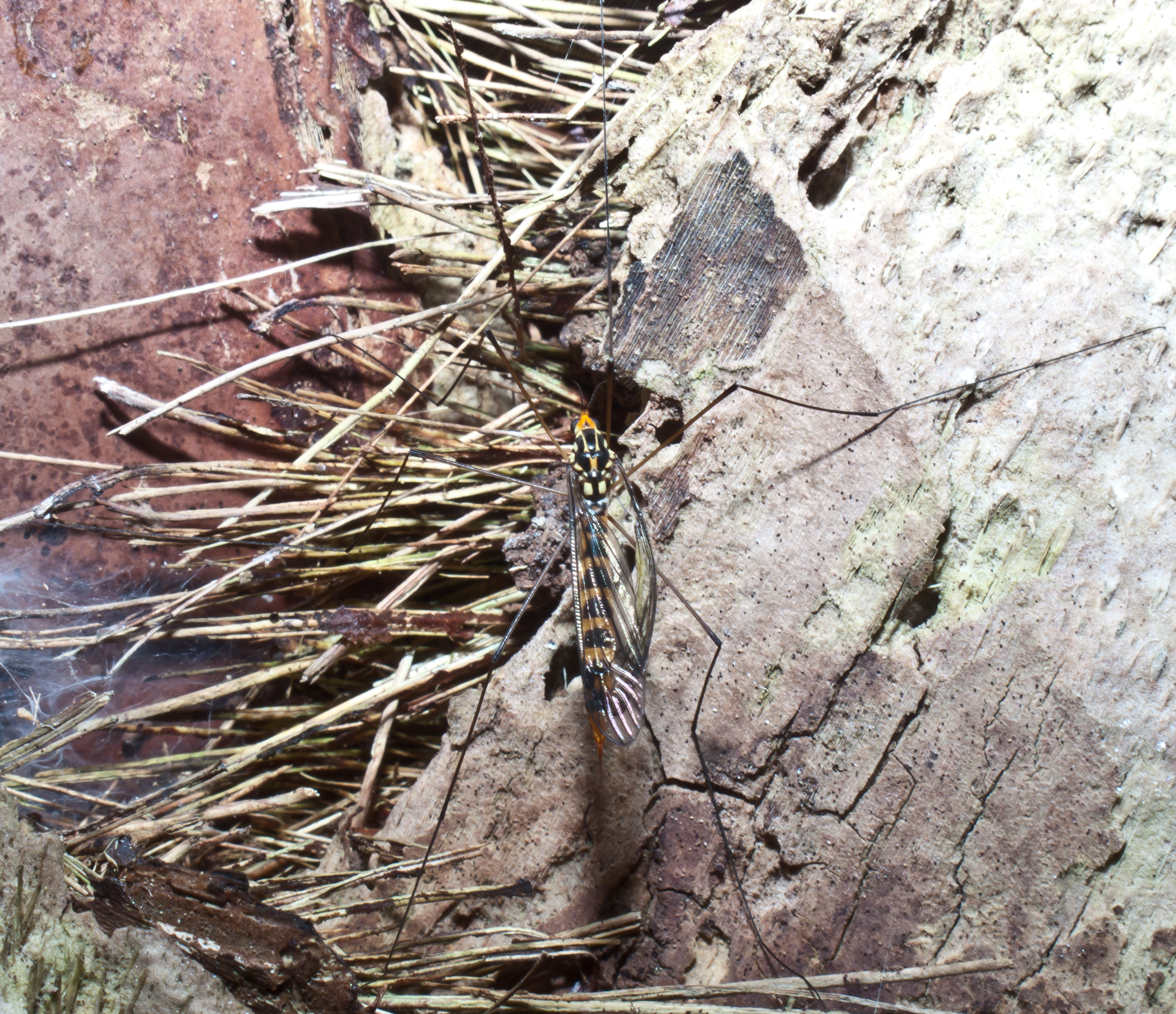
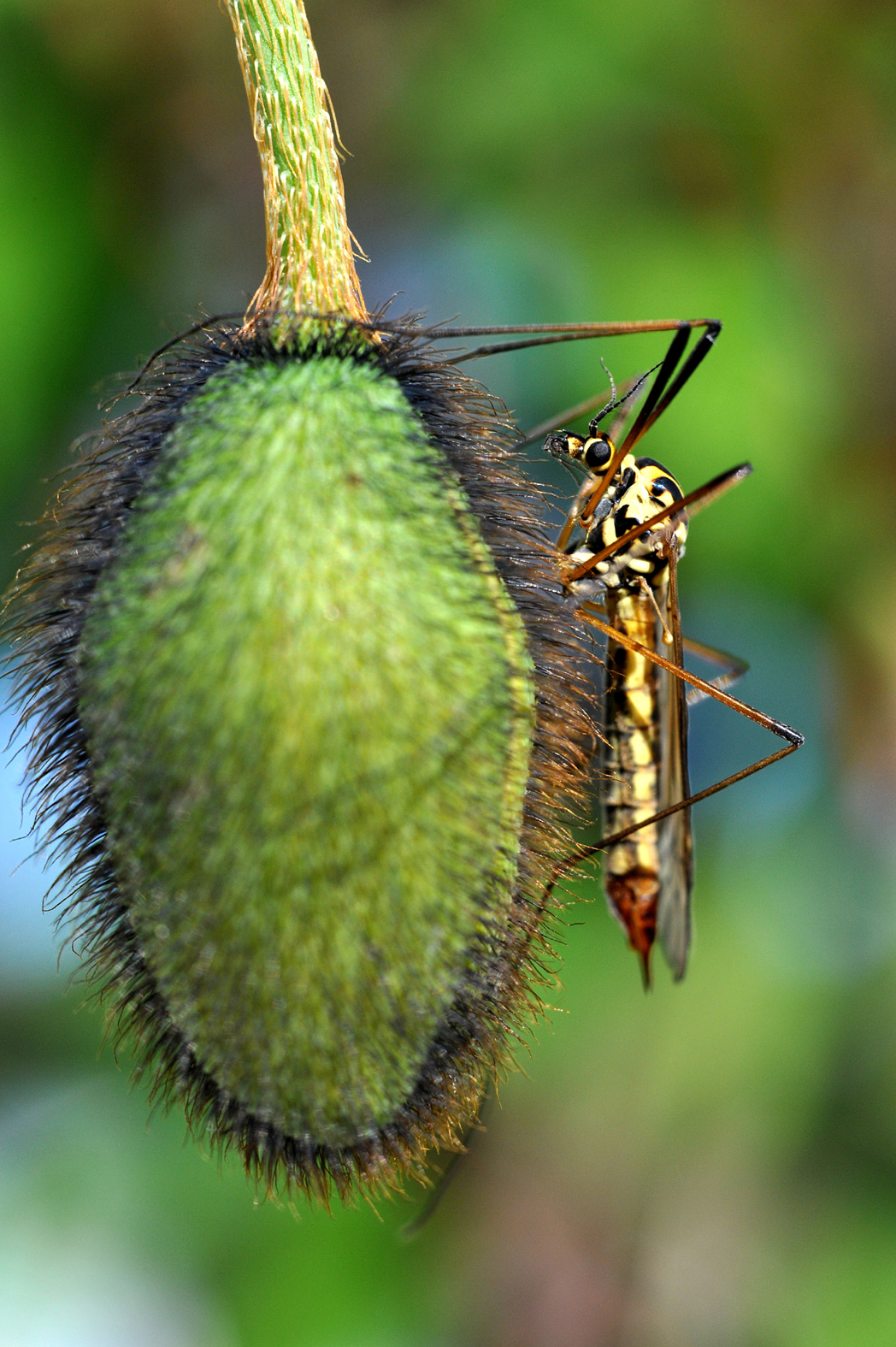

## Dottertaxa tillNephrotoma, i alfabetisk ordning[1][2]
- Nephrotoma abbreviata
- Nephrotoma aberdarensis
- Nephrotoma aculeata
- Nephrotoma affinis
- Nephrotoma albonigra
- Nephrotoma alexandriana
- Nephrotoma alleni
- Nephrotoma alluaudi
- Nephrotoma alterna
- Nephrotoma alticrista
- Nephrotoma altigalea
- Nephrotoma altissima
- Nephrotoma altrolatera
- Nephrotoma ambricola
- Nephrotoma ampla
- Nephrotoma analis
- Nephrotoma angusticrista
- Nephrotoma angustifrons
- Nephrotoma angustistria
- Nephrotoma antennata
- Nephrotoma antithrix
- Nephrotoma appendiculata
- Nephrotoma astigma
- Nephrotoma atamoor
- Nephrotoma atrohirsuta
- Nephrotoma atrostyla
- Nephrotoma augustana
- Nephrotoma aurantiaca
- Nephrotoma aurantiocincta
- Nephrotoma aurocomata
- Nephrotoma australasiae
- Nephrotoma austriaca
- Nephrotoma baliana
- Nephrotoma baluba
- Nephrotoma bara
- Nephrotoma barbigera
- Nephrotoma basiflava
- Nephrotoma basutoensis
- Nephrotoma beckeri
- Nephrotoma bellula
- Nephrotoma biappendiculata
- Nephrotoma biarmigera
- Nephrotoma bicristata
- Nephrotoma biformis
- Nephrotoma bifusca
- Nephrotoma boliviana
- Nephrotoma bombayensis
- Nephrotoma bourbonica
- Nephrotoma boyesi
- Nephrotoma breviorcornis
- Nephrotoma brevipennis
- Nephrotoma brevisternata
- Nephrotoma buruensis
- Nephrotoma byersi
- Nephrotoma byersina
- Nephrotoma cacuminis
- Nephrotoma calinota
- Nephrotoma capensis
- Nephrotoma carinata
- Nephrotoma catenata
- Nephrotoma caudifera
- Nephrotoma chaetopyga
- Nephrotoma chalybea
- Nephrotoma chapini
- Nephrotoma chosensis
- Nephrotoma cinereifrons
- Nephrotoma cingulata
- Nephrotoma circumcincta
- Nephrotoma circumscripta
- Nephrotoma cirrata
- Nephrotoma citreiceps
- Nephrotoma citricolor
- Nephrotoma citrina
- Nephrotoma clanceyi
- Nephrotoma claviformis
- Nephrotoma colorata
- Nephrotoma comoroensis
- Nephrotoma concava
- Nephrotoma concolorithorax
- Nephrotoma condylophora
- Nephrotoma consimilis
- Nephrotoma consularis
- Nephrotoma contrasta
- Nephrotoma cornicina
- Nephrotoma cornifera
- Nephrotoma costofumosa
- Nephrotoma cretensis
- Nephrotoma cristiformis
- Nephrotoma crocata
- Nephrotoma crocea
- Nephrotoma croceiventris
- Nephrotoma cuneata
- Nephrotoma curtiterebra
- Nephrotoma cuthbertsoni
- Nephrotoma dafla
- Nephrotoma daisensis
- Nephrotoma dampfi
- Nephrotoma definita
- Nephrotoma delegorguei
- Nephrotoma delta
- Nephrotoma dewittei
- Nephrotoma didyma
- Nephrotoma difficilis
- Nephrotoma dimidiata
- Nephrotoma distans
- Nephrotoma dodabettae
- Nephrotoma dominicana
- Nephrotoma dorsalis
- Nephrotoma dorsata
- Nephrotoma drakanae
- Nephrotoma durangensis
- Nephrotoma dutti
- Nephrotoma eburata
- Nephrotoma ectypa
- Nephrotoma edwardsaria
- Nephrotoma edwardsi
- Nephrotoma effrena
- Nephrotoma electripennis
- Nephrotoma elegans
- Nephrotoma elegantula
- Nephrotoma elgonica
- Nephrotoma erebus
- Nephrotoma ericarum
- Nephrotoma esakii
- Nephrotoma eucera
- Nephrotoma euceroides
- Nephrotoma euchroma
- Nephrotoma eugeniae
- Nephrotoma euthynota
- Nephrotoma evittata
- Nephrotoma exastigma
- Nephrotoma excelsior
- Nephrotoma extensicornis
- Nephrotoma familiaris
- Nephrotoma fasciata
- Nephrotoma ferruginea
- Nephrotoma festiva
- Nephrotoma flammeola
- Nephrotoma flavescens
- Nephrotoma flavipalpis
- Nephrotoma flavofimbria
- Nephrotoma flavonigra
- Nephrotoma flavonota
- Nephrotoma flavoposticata
- Nephrotoma flavoscutellata
- Nephrotoma fletcheriana
- Nephrotoma floresensis
- Nephrotoma fontana
- Nephrotoma forcipata
- Nephrotoma formosensis
- Nephrotoma freemani
- Nephrotoma fulani
- Nephrotoma fulvomedia
- Nephrotoma fumidapicalis
- Nephrotoma fumiscutellata
- Nephrotoma fuscapex
- Nephrotoma fuscescens
- Nephrotoma fuscipennis
- Nephrotoma fuscoflava
- Nephrotoma gaganboi
- Nephrotoma gamma
- Nephrotoma geminata
- Nephrotoma geniculata
- Nephrotoma glabricristata
- Nephrotoma globata
- Nephrotoma globosa
- Nephrotoma glossophora
- Nephrotoma gnata
- Nephrotoma gorongozae
- Nephrotoma gracilicornis
- Nephrotoma graueri
- Nephrotoma guangxiensis
- Nephrotoma guestfalica
- Nephrotoma guttipleura
- Nephrotoma hainanica
- Nephrotoma hamulifera
- Nephrotoma handschiniana
- Nephrotoma helvetica
- Nephrotoma hemichroa
- Nephrotoma hirsuticauda
- Nephrotoma hubeiensis
- Nephrotoma hunanensis
- Nephrotoma hypocrites
- Nephrotoma hypogyna
- Nephrotoma idiocera
- Nephrotoma imerina
- Nephrotoma immaculata
- Nephrotoma impigra
- Nephrotoma inconsequens
- Nephrotoma incristata
- Nephrotoma inorata
- Nephrotoma integra
- Nephrotoma iridipennis
- Nephrotoma irrevocata
- Nephrotoma javana
- Nephrotoma javensis
- Nephrotoma jinxiuensis
- Nephrotoma joneensis
- Nephrotoma kaulbacki
- Nephrotoma kaviengensis
- Nephrotoma kelimotoensis
- Nephrotoma kempfi
- Nephrotoma kigeziana
- Nephrotoma kodaikanalensis
- Nephrotoma koreana
- Nephrotoma korpa
- Nephrotoma kraussiana
- Nephrotoma kunagi
- Nephrotoma laconica
- Nephrotoma laffooni
- Nephrotoma lamellata
- Nephrotoma lateropolita
- Nephrotoma laticrista
- Nephrotoma latispina
- Nephrotoma latissima
- Nephrotoma leeuweni
- Nephrotoma lempkei
- Nephrotoma leonia
- Nephrotoma lerothodi
- Nephrotoma leto
- Nephrotoma leucostigma
- Nephrotoma libra
- Nephrotoma ligulata
- Nephrotoma lindneriana
- Nephrotoma livingstonei
- Nephrotoma longisternata
- Nephrotoma lordhowensis
- Nephrotoma luaboensis
- Nephrotoma lucida
- Nephrotoma lugens
- Nephrotoma lundbecki
- Nephrotoma lunulicornis
- Nephrotoma luteopleura
- Nephrotoma mabelana
- Nephrotoma machadoi
- Nephrotoma macrocera
- Nephrotoma madagascariensis
- Nephrotoma makiella
- Nephrotoma malickyi
- Nephrotoma mambila
- Nephrotoma margaritae
- Nephrotoma marshalli
- Nephrotoma martynovi
- Nephrotoma medioflava
- Nephrotoma medioligula
- Nephrotoma medioproducta
- Nephrotoma medipubera
- Nephrotoma medleri
- Nephrotoma megacantha
- Nephrotoma megascapha
- Nephrotoma melanaspis
- Nephrotoma melanoxantha
- Nephrotoma melanura
- Nephrotoma meraca
- Nephrotoma meridionalis
- Nephrotoma metallescens
- Nephrotoma mexicana
- Nephrotoma microcera
- Nephrotoma milloti
- Nephrotoma minuscula
- Nephrotoma minuticornis
- Nephrotoma mobukuensis
- Nephrotoma monopsellia
- Nephrotoma moravica
- Nephrotoma moshesh
- Nephrotoma mossambica
- Nephrotoma muktesarensis
- Nephrotoma nasuta
- Nephrotoma navajo
- Nephrotoma neopratensis
- Nephrotoma nigeriensis
- Nephrotoma nigricauda
- Nephrotoma nigrichroma
- Nephrotoma nigrirostris
- Nephrotoma nigritana
- Nephrotoma nigrithorax
- Nephrotoma nigroannulata
- Nephrotoma nigrocentralis
- Nephrotoma nigrocostalis
- Nephrotoma nigrohalterata
- Nephrotoma nigrolutea
- Nephrotoma nigropilosa
- Nephrotoma nigrostylata
- Nephrotoma nigrotergata
- Nephrotoma nox
- Nephrotoma nycteris
- Nephrotoma occipitalis
- Nephrotoma ocellata
- Nephrotoma ochripennis
- Nephrotoma okefenoke
- Nephrotoma oligochaeta
- Nephrotoma omeiana
- Nephrotoma oosterbroeki
- Nephrotoma opacistriata
- Nephrotoma opima
- Nephrotoma ordinaria
- Nephrotoma ortiva
- Nephrotoma ozenumensis
- Nephrotoma pallida
- Nephrotoma pallidapex
- Nephrotoma palloris
- Nephrotoma pamirensis
- Nephrotoma pangerangensis
- Nephrotoma parascutellata
- Nephrotoma parva
- Nephrotoma parvirostra
- Nephrotoma paulianana
- Nephrotoma pedunculata
- Nephrotoma penumbra
- Nephrotoma peralticrista
- Nephrotoma perhorrida
- Nephrotoma perincisa
- Nephrotoma perlepida
- Nephrotoma perobliqua
- Nephrotoma petiolata
- Nephrotoma pilata
- Nephrotoma pilicauda
- Nephrotoma pjotri
- Nephrotoma platysphela
- Nephrotoma platysterna
- Nephrotoma pleurinotata
- Nephrotoma pleuromaculata
- Nephrotoma polymera
- Nephrotoma praecipua
- Nephrotoma pratensis
- Nephrotoma profunda
- Nephrotoma progne
- Nephrotoma pulchella
- Nephrotoma pullata
- Nephrotoma puncticornis
- Nephrotoma punctifrons
- Nephrotoma punctum
- Nephrotoma qinghaiensis
- Nephrotoma quadrifaria
- Nephrotoma quadrilata
- Nephrotoma quadrinacrea
- Nephrotoma quadristriata
- Nephrotoma quadrivittata
- Nephrotoma quincunx
- Nephrotoma rajah
- Nephrotoma ramulifera
- Nephrotoma rectispina
- Nephrotoma relicta
- Nephrotoma repanda
- Nephrotoma retenta
- Nephrotoma reunionensis
- Nephrotoma richardiana
- Nephrotoma ridleyi
- Nephrotoma rogersi
- Nephrotoma rossica
- Nephrotoma ruanda
- Nephrotoma rubriventris
- Nephrotoma ruiliensis
- Nephrotoma ruwenzoriana
- Nephrotoma saccai
- Nephrotoma sachalina
- Nephrotoma saghaliensis
- Nephrotoma sakalava
- Nephrotoma sangoana
- Nephrotoma scalarifer
- Nephrotoma scalaris
- Nephrotoma schaeuffelei
- Nephrotoma scurra
- Nephrotoma scurroides
- Nephrotoma semicincta
- Nephrotoma semiflava
- Nephrotoma seniana
- Nephrotoma serricornis
- Nephrotoma setirostra
- Nephrotoma shanxiensis
- Nephrotoma siamensis
- Nephrotoma sichuanensis
- Nephrotoma sinensis
- Nephrotoma smithersiana
- Nephrotoma sodalis
- Nephrotoma solomonis
- Nephrotoma sparsicoma
- Nephrotoma spatha
- Nephrotoma speculata
- Nephrotoma spicula
- Nephrotoma stackelbergi
- Nephrotoma staryi
- Nephrotoma sternomarginata
- Nephrotoma strenua
- Nephrotoma stygia
- Nephrotoma stylacantha
- Nephrotoma subalterna
- Nephrotoma subanalis
- Nephrotoma subdentata
- Nephrotoma subeuryglossa
- Nephrotoma subinanis
- Nephrotoma sublunulicornis
- Nephrotoma submaculosa
- Nephrotoma subopaca
- Nephrotoma subpallida
- Nephrotoma subumbonis
- Nephrotoma sullingtonensis
- Nephrotoma sundaica
- Nephrotoma suturalis
- Nephrotoma takeuchii
- Nephrotoma tealei
- Nephrotoma tenggerensis
- Nephrotoma tenuipes
- Nephrotoma tenuis
- Nephrotoma theowaldi
- Nephrotoma thysia
- Nephrotoma tianlinensis
- Nephrotoma tigrina
- Nephrotoma tigrinoides
- Nephrotoma tincta
- Nephrotoma toda
- Nephrotoma toxopei
- Nephrotoma tricincta
- Nephrotoma trilobulata
- Nephrotoma triobtusa
- Nephrotoma tripartita
- Nephrotoma triplasia
- Nephrotoma triquetra
- Nephrotoma tumidiverticalis
- Nephrotoma tzitzikamae
- Nephrotoma umbonis
- Nephrotoma umbripennis
- Nephrotoma unicingulata
- Nephrotoma unicornis
- Nephrotoma unisicata
- Nephrotoma urocera
- Nephrotoma usta
- Nephrotoma walkeri
- Nephrotoma vana
- Nephrotoma variventris
- Nephrotoma venusticeps
- Nephrotoma vesta
- Nephrotoma whiteheadi
- Nephrotoma vicaria
- Nephrotoma villosa
- Nephrotoma vinsoniana
- Nephrotoma violovitshi
- Nephrotoma virescens
- Nephrotoma virgata
- Nephrotoma vittula
- Nephrotoma xanthoplaca
- Nephrotoma xanthoplacodes
- Nephrotoma xichangensis
- Nephrotoma xinjiangensis
- Nephrotoma xizangensis
- Nephrotoma zhejiangensis